# Port lotniczy Victoria
Port lotniczy Victoria (IATA: YYJ, ICAO: CYYJ) – międzynarodowy port lotniczy położony 22 km na północ od Victorii, w prowincji Kolumbia Brytyjska, w Kanadzie.